# Istanbul Modern
Il Museo d'arte moderna di Istanbul (in turco İstanbul Modern Sanat Müzesi), conosciuto come Istanbul Modern, è un museo d'arte moderna e contemporanea situato all'interno del complesso Galataport, nel distretto di Beyoğlu, a Istanbul. Inaugurato l'11 dicembre 2004, Istanbul Modern è stato il primo museo d'arte moderna e contemporanea della Turchia e si concentra sugli artisti turchi. È un'iniziativa privata sotto l'ombrello della no-profit İstanbul Kültür Sanat Vakfı (Fondazione di Istanbul per la cultura e le arti).

## Storia
Finanziato da due società, Eczacıbaşı Holding e Doğuş Grubu-Serdar Bilgili, Istanbul Modern ha aperto in un ex magazzino doganale di 8000 m² nel quartiere di Karaköy nel 2004, dopo una ristrutturazione da 5 milioni di dollari supervisionata dallo studio di architettura Tabanlıoğlu.
La cerimonia di inaugurazione si è tenuta l'11 dicembre 2004.
Nell'ambito della riqualificazione di Galataport è stata approvata la realizzazione del nuovo edificio al posto del precedente, su progetto dello studio di architettura Renzo Piano Building Workshop.
Dal 2018 al 2022, durante la costruzione del nuovo edificio, la collezione Istanbul Modern è stata temporaneamente trasferita nell'ex sede dell'Union Française a Beyoğlu, progettata nel 1896 da Alexander Vallaury per ospitare l'associazione dei francesi che vivevano a Istanbul.
Istanbul Modern, nel nuovo edificio, ha riaperto il 4 maggio 2023. La cerimonia ufficiale si è tenuta il 20 giugno 2023.

### Il progetto di Renzo Piano
Il design del nuovo edificio  è stato ispirato dalle acque del Bosforo e dai suoi riflessi di luce e il suo profilo ricorda le navi di varie dimensioni che viaggiano tra l'Europa e l'Asia. La facciata è costituita da pannelli di alluminio in 3D che evocano le squame dei pesci e riflettono i cambiamenti della luce solare.
Il nuovo edificio, complessivamente 10500 m², è composto da 5 piani, 3 fuori terra e 2 interrati.
Il piano terra, che offre una vista sul lungomare, ospita la biblioteca, spazi didattici e per eventi, pannelli digitali touchscreen, la caffetteria e il bookshop.
False Ceiling del britannico Richard Wentworth è la prima opera che accoglie i visitatori, costituita da una serie di libri appesi al soffitto, già presente nel precedente edificio.
L'ampia scalinata centrale ospita l'installazione site-specific Your unexpected journey, in tre parti, di Ólafur Elíasson, appositamente commissionata da Istanbul Modern per il nuovo edificio; l'installazione sembra sospesa nell'aria, giocando con la luce e con la percezione dello spazio da parte dei visitatori.
Il primo piano dell'edificio ospita la galleria fotografica, la galleria pop-up, gli spazi per eventi, le aule didattiche e gli uffici del personale, nonché il ristorante con vista  sul Bosforo.
Il secondo piano ospita la galleria della collezione permanente del museo, che offre un panorama dell'arte moderna e contemporanea turca, e la galleria destinata a ospitare le mostre temporanee.
In cima all'edificio si trova una terazza coperta, circondata da una vasca d'acqua poco profonda che mescola cielo e mare, e offre una vista a 360 gradi sul Bosforo e sulla città.
Completa la struttura un auditorium da 156 posti per le proiezioni cinematografiche e gli eventi interdisciplinari.
All'ingresso della biblioteca è stata allestita la mostra Renzo Piano: Genius Loci che esamina il processo di progettazione e i componenti strutturali del nuovo edificio, che Piano ha progettato traendo ispirazione dalla luce e dall'atmosfera del Bosforo e di Istanbul. La mostra esamina anche i vari progetti che Renzo Piano ha realizzato nel corso della sua carriera in diverse parti del mondo, nonché la trasformazione che Istanbul Modern ha subito dalla sua fondazione.

## Collezione
La collezione permanente dell'Istanbul Modern proviene dalla famiglia Eczacıbaşı ed è integrata da prestiti a lungo termine dal Museo della pittura e della scultura di Istanbul (İstanbul Resim ve Heykel Müzesi) e dalla Deutsche Bank.
La turca İşbank è un'altra grande fonte con la sua collezione di 2.500 dipinti.
L'Istanbul Modern è prevalentemente dedicata all'arte turca a partire dalla seconda metà del XX secolo ma comprenda anche alcune opere precedenti.
L'arte turca dall'inizio e sino al XX secolo può essere ammirata nel vicino Museo della pittura e della scultura di Istanbul.
La collezione comprende anche le opere di alcuni artisti contemporanei internazionali. La scultura Runner (2017) di Tony Cragg, è stata sistemata di fronte all'ingresso del  museo.

## Controversie
Nel 2011 otto artisti di spicco hanno ritirato le loro opere in risposta alle affermazioni secondo cui il museo aveva rifiutato un'opera di David "Bubi" Hayon per un'asta di beneficenza. L'opera era un grande sedile con una padella al centro, considerata una critica non politica del concetto di museo.